# The Conversation
The Conversation（ザ・カンバセーション）は、ニュースや研究レポートを公開するオーストラリアの非営利メディアである。記事は大学に所属する研究者が執筆し、プロのジャーナリストにより編集される。学術的な内容を一般向けに速報・説明する解説ジャーナリズム形式をとっている。

## 概要
オブザーバーとジ・エイジの編集者を務めたアンドリュー・ジャスパンにより2011年に創設された。2013年にイギリス、2014年にアメリカ合衆国へ進出した。以降も世界各国に支局を設置している。2017年にはポインター研究所の国際ファクトチェックネットワークに参加した。
大学に所属する研究者とジャーナリストが協力することで、時事問題に関して即時かつ洞察に富んだ記事を提供することを可能にしている。研究者にとって、The Conversationは研究成果を誤解されることなく自分自身の言葉で説明できるプラットフォームとなっている。
記事の執筆者はプロフィール欄で利益相反を開示する必要があり、独立したシンクタンクに所属する研究者や、イデオロギー的立場をもつ研究者の執筆は認めていない。
運営資金は世界各地の大学、慈善財団、読者の寄付などから得ている。

### 日本における展開
東京大学や一橋大学などの日本の大学に所属する研究者が寄稿することもある。

## 評価
The Conversationの記事はAP通信、CNN、ガーディアン、サイエンティフィック・アメリカン、ワシントン・ポストなどの英語圏の主流メディアにも再掲載されている。クリエイティブ・コモンズ・ライセンスに基づいて無料で利用可能なため、2018年時点で毎月3500万人以上の読者に閲覧されている。
『Public Understanding of Science』誌で、The Conversationはサイエンスコミュニケーションと科学ジャーナリズムを融合していると評されている。
2024年には、地球温暖化を扱うImagine Newsletterが科学技術分野で優秀出版社ニュースレター賞を受賞した。